# Gabi Castrovinci
Gabriela Castrovinci é uma lutadora de luta livre profissional, manager, modelo fitness e executiva brasileira que ficou famosa após sua participação na sexta temporada da competição Tough Enough da WWE.
Em 2016, Castrovinci foi contratada pela Total Nonstop Action Wrestling (TNA) sob o nome de ringue Raquel.

## Começo de vida
Castrovinci nasceu e cresceu no Brasil. Ela praticou Jiu-Jitsu, trabalhou para a World Beauty Fitness & Fashion e surfava em horas vagas.

## Carreira na luta livre profissional

### World Wrestling Entertainment / WWE

#### Tough Enough (2015)
Em 2015, Castrovinci se inscreveu para a sexta temporada da competição WWE Tough Enough. Durante as eliminatórias, Gabi acabou sendo eliminada pelos treinadores; Billy Gunn, Booker T e Lita, mas foi recolocada na competição por Triple H. Gabi foi oficialmente eliminada no quarto episódio contra Sara Lee e Tenner ao receber a menor porcentagem de votos para permanecer, ficando em décimo lugar na competição.

### Circuito Independente (2015–presente)
Após sua eliminação no WWE Tough Enough, Castrovinci começou a treinar na World Xtreme Wrestling e fez sua estreia e como lutadora no final de 2015.
Em 1 de abril de 2016, Castrovinci competiu no Torneio Rise of the Queen na for promoção Championship Wrestling Entertainment, onde venceu ao derrotar Layne Rosario/Cherry Layne, Rachael Ellering e Santana Garrett.

### Total Nonstop Action Wrestling (2016–presente)
Em 2016, Castrovinci assinou contrato com a Total Nonstop Action Wrestling (TNA). Ela fez sua primeira aparição em 9 de janeiro no Impact Wrestling, onde 3 dias depois em 12 de janeiro no Impact Wrestling eles revelaram seu nome, 'Raquel. Ela fez sua estréia em um segmento com Lashley, reproduzindo-o por semanas.
Raquel fez sua estréia no ringue da companhia durante a quarta edição do pay-per-view Knockouts Knockdown 4 em um combate contra Barbi Hayden, perdendo. Durante as gravações dos episódios em 23 de abril, Raquel começou a trabalhar como manager de The BroMans (Robbie E e Jessie Godderz)

## Vida pessoal
Castrovince é empreendedora de um site de vendas online de leggings.
No começo de fevereiro de 2016, Gabi deu entrevista a TMZ dizendo ter sido violentada por uma oponente durante um combate na World Xtreme Wrestling devido inveja.

## Na luta livre profissional
- Movimentos de finalização
  - Double knee backbreaker
- Movimentos secundários
  - Arm drag
  - Dropkick
  - Fujiwara armbar
  - Hurricanrana
  - La Magistral
  - Monkey flip
  - Headscissors takedown
  - Shoulder block
- Lutadores de quem foi manager
  - The BroMans

## Campeonatos e prêmios
- Championship Wrestling Entertainment
  - Rise of a Queen Tournament (2016)